# Eddyville (Kentucky)
Eddyville és una població dels Estats Units a l'estat de Kentucky. Segons el cens del 2000 tenia 2.350 habitants.

## Demografia
Segons el cens del 2000, Eddyville tenia 2.350 habitants, 733 habitatges, i 452 famílies. La densitat de població era de 135,6 habitants/km².
Dels 733 habitatges en un 24,4% hi vivien nens de menys de 18 anys, en un 48,8% hi vivien parelles casades, en un 10,9% dones solteres, i en un 38,2% no eren unitats familiars. En el 36,3% dels habitatges hi vivien persones soles el 17,5% de les quals corresponia a persones de 65 anys o més que vivien soles. El nombre mitjà de persones vivint en cada habitatge era de 2,1 i el nombre mitjà de persones que vivien en cada família era de 2,71.
Per edats la població es repartia de la següent manera: un 13,3% tenia menys de 18 anys, un 9,8% entre 18 i 24, un 40,5% entre 25 i 44, un 22,7% de 45 a 60 i un 13,6% 65 anys o més.
L'edat mediana era de 38 anys. Per cada 100 dones de 18 o més anys hi havia 197,4 homes.
La renda mediana per habitatge era de 28.472 $ i la renda mediana per família de 44.000 $. Els homes tenien una renda mediana de 37.778 $ mentre que les dones 21.845 $. La renda per capita de la població era de 14.591 $. Entorn de l'11,9% de les famílies i el 14% de la població estaven per davall del llindar de pobresa.

## Poblacions més properes
El següent diagrama mostra les poblacions més properes.